# 마쓰모토류

요쓰하나비시

마쓰모토류 (松本流)는 일본 무용의 유파의 하나. 후지마류(藤間流)로부터 분파하는 형태로, 야쓰시로메 마쓰모토 유키시로 (현재 초대 마쓰모토 하쿠오)에 의해 창시되었다. 가부키의 특색을 받은 연극이 든 무용이 특징이다. 정문은 요쓰하나비시이다.